# KK Svjetlost Brod
Le Košarkarški Klub Svjetlost Brod, ou KK Svjetlost Slavonski Brod, est un club croate de basket-ball basé à Slavonski Brod. 

## Noms successifs
- Depuis 2005 : Svjetlost Slavonski Brod
- ? - 2004 : Svijetlost Oriolik Slavonski Brod

## Entraîneurs successifs
- Depuis ? : Mladen Vuskovic